# آبجهان
آبجهان، روستایی از توابع بخش مرکزی شهرستان داراب در استان فارس ایران است. 

## جمعیت
این روستا در دهستان بالش قرار دارد و براساس سرشماری مرکز آمار ایران در سال ۱۳۸۵، جمعیت آن ۱٬۶۳۷ نفر (۳۷۳خانوار) بوده‌است.